# Rana Reider
Rana Reider (nacido el 8 de julio de 1970) es un entrenador de atletismo estadounidense, que se especializa en entrenamiento en carrera de velocidad, salto de longitud y triple salto. Ha entrenado a Christian Taylor, Andre De Grasse, Bryan Clay y Tianna Bartoletta, quienes en conjunto han ganado medallas de oro olímpicas en cinco eventos diferentes. Reider actualmente es entrenador del Tumblewood Track Club en Jacksonville, Florida.

## Primeros años de vida
Reider creció en Corona, California . Asistió a Norco High School, donde fue jugador de fútbol y saltador triple. Reider asistió a su primera clínica de entrenamiento cuando aún estaba en la escuela secundaria, en su último año. Después de la secundaria asistió a Riverside City College durante cuatro años, donde continuó siendo triple saltador y también trabajó como asistente del entrenador Ted Banks. Luego, Reider asistió a la Universidad Bautista de California, donde también fue entrenador. Se graduó en 1997 con la licenciatura en kinesiología.

## Carrera
Después de adquirir experiencia como entrenador en universidades más pequeñas, Reider fue contratado como entrenador en varias universidades importantes, incluidas la Universidad de Florida, la Universidad Estatal de Kansas y la Universidad Clemson. Fue en la Universidad de Florida donde Reider conoció a Christian Taylor.
En 2011, USA Track & Field nombró a Reider entrenador del año por conseguir que tres atletas obtuvieran medallas en el Campeonato Mundial de Atletismo de 2011.
Reider también trabajó como entrenador fuera de los EE. UU. y se le pidió que se mudara al extranjero. Austria lo contrató en preparación para los Juegos Olímpicos de Londres 2012. De 2013 a 2014, Reider entrenó a atletas del Reino Unido en Loughborough. Cuando solicitó que los atletas se mudaran a Loughborough desde Londres, reaccionaron negativamente. Más tarde, Reider criticaría el sistema del Reino Unido y afirmó que sus atletas tienen la mentalidad de no querer salir de su zona de confort, lo que los limita. A finales de 2014 trabajó como entrenador de Holanda en el Centro Deportivo Nacional Papendal donde entrenó a deportistas como Dafne Schippers. Algunos de los atletas que entrenó desde Gran Bretaña, como Adam Gemili, Martyn Rooney, Shara Proctor y Tiffany Porter, se mudaron a los Países Bajos para continuar entrenando con él.
En noviembre de 2021, Reider estaba bajo investigación por presunta conducta sexual inapropiada por parte del Centro para SafeSport de EE. UU.. Hubo afirmaciones de que Reider tuvo relaciones con una atleta británica de 18 años en 2014, cuando tenía 44 años. UK Athletics dijo a sus atletas que pusieran fin a todo contacto con él. Además, no se le permitiría entrenar a menos que estuviera supervisado por otro adulto y también se le prohibía contactar a ciertas personas. En julio de 2022, Reider fue expulsado por la policía del Hayward Field que albergó el Campeonato Mundial de Atletismo de 2022 después de que obtuvo acceso no autorizado a las instalaciones. En mayo de 2023, después de 18 meses, se completó la investigación y a Reider se le impuso un año de libertad condicional. Reider admitió que la relación fue real pero consensuada.
 

## Atletas notables entrenados
| - Christian Taylor - Dwight Phillips - Bryan Clay - Tianna Bartoletta - Marvin Bracy - Trayvon Bromell | - Adam Gemili - Martyn Rooney - Shara Proctor - Tiffany Porter - Desirèe Henry - Daryll Neita - Anyika Onuora - Lynsey Sharp - Laviai Nielsen | - Andre De Grasse - Dafne Schippers - Xie Zhenye - Wei Yongli - Abdul Hakim Sani Brown - Marcell Jacobs |

## Vida personal
Reider está casado con Cyndie, quien fue jugadora de fútbol en Norco High School. Tienen un hijo y una hija.
Reider tiene cuatro hermanos que crecieron con él en Corona. Uno de ellos es director de la escuela primaria Susan B. Anthony.